# Sherwin Badger
Sherwin Campbell Badger (Boston, 29 agosto 1901 – Sherborn, 8 aprile 1972) è stato un pattinatore artistico su ghiaccio statunitense.

## Palmarès

### Individuale maschiles
| Evento                       | 1920 | 1921 | 1922 | 1923 | 1924 | 1925 | 1926 | 1927 | 1928 |
| ---------------------------- | ---- | ---- | ---- | ---- | ---- | ---- | ---- | ---- | ---- |
| Giochi olimpici invernali    |      |      |      |      |      |      |      |      | 11°  |
| North American Championships |      |      |      | 1°   |      |      |      | 2°   |      |
| Campionati statunitensi      | 1°   | 1°   | 1°   | 1°   | 1°   |      |      |      |      |

### Coppie
con Clara Frothingham
| Evento                  | 1918 |
| ----------------------- | ---- |
| Campionati statunitensi | 2°   |

con Edith Rotch
| Evento                  | 1920 |
| ----------------------- | ---- |
| Campionati statunitensi | 2°   |

con Beatrix Loughran
| Evento                       | 1928 | 1929 | 1930 | 1931 | 1932 |
| ---------------------------- | ---- | ---- | ---- | ---- | ---- |
| Giochi olimpici invernali    | 4°   |      |      |      | 2°   |
| Campionati mondiali          | 5°   |      | 3°   |      | 3°   |
| North American Championships |      |      |      | 3°   |      |
| Campionati statunitensi      |      |      | 1°   | 1°   | 1°   |